# Temporada 1948-49 de los Chicago Stags
La Temporada 1948-49 fue la tercera de los Chicago Stags en la BAA. La temporada regular acabó con 38 victorias y 22 derrotas, ocupando el tercer puesto de la División Oeste, clasificándose para los playoffs en los que cayeron en las semifinales de división ante los Minneapolis Lakers.

## Temporada regular
| # | División Oeste       | División Oeste | División Oeste | División Oeste | División Oeste |
| # | Equipo               | G              | P              | %              | PD             |
| - | -------------------- | -------------- | -------------- | -------------- | -------------- |
| 1 | x-Rochester Royals   | 45             | 15             | .750           | –              |
| 2 | x-Minneapolis Lakers | 44             | 16             | .733           | 1              |
| 3 | x-Chicago Stags      | 38             | 22             | .633           | 7              |
| 4 | x-St. Louis Bombers  | 29             | 31             | .483           | 16             |
| 5 | Fort Wayne Pistons   | 22             | 38             | .367           | 23             |
| 6 | Indianapolis Jets    | 18             | 42             | .300           | 27             |

## Playoffs

### Semifinales de división
Chicago Stags - Minneapolis Lakers
| Fecha       | Partido                                  | Ciudad      |
| ----------- | ---------------------------------------- | ----------- |
| 23 de marzo | Chicago Stags 77, Minneapolis Lakers 84  | Minneapolis |
| 24 de marzo | Minneapolis Lakers 101, Chicago Stags 85 | Chicago     |
|             | Minneapolis gana las series 2-0          |             |

## Estadísticas
| Rk | Jugador       | Edad | P  | PT | MP | TC  | TCI  | %TC  | 3P | 3PI | %3P | TL  | TLI | %TL  | RO | RD | RT | AS  | RB | TAP | BP | FP  | PTS  |
| 1  | Max Zaslofsky | 23   | 58 |    |    | 7.3 | 21.0 | .350 |    |     |     | 6.0 | 7.1 | .840 |    |    |    | 2.6 |    |     |    | 2.7 | 20.6 |
| 2  | Andy Phillip  | 26   | 60 |    |    | 4.8 | 13.6 | .348 |    |     |     | 2.5 | 3.7 | .676 |    |    |    | 5.3 |    |     |    | 3.4 | 12.0 |
| 3  | Gene Vance    | 25   | 56 |    |    | 4.0 | 11.7 | .338 |    |     |     | 2.3 | 3.2 | .724 |    |    |    | 3.0 |    |     |    | 3.9 | 10.3 |
| 4  | Ed Mikan      | 23   | 60 |    |    | 3.8 | 12.2 | .314 |    |     |     | 2.3 | 3.1 | .743 |    |    |    | 1.0 |    |     |    | 3.2 | 9.9  |
| 5  | Odie Spears   | 23   | 57 |    |    | 3.5 | 11.1 | .317 |    |     |     | 2.3 | 3.5 | .665 |    |    |    | 1.7 |    |     |    | 3.5 | 9.3  |
| 6  | Stan Miasek   | 24   | 58 |    |    | 2.9 | 8.4  | .346 |    |     |     | 1.9 | 3.7 | .523 |    |    |    | 1.0 |    |     |    | 3.6 | 7.8  |
| 7  | Kenny Rollins | 25   | 59 |    |    | 2.4 | 8.8  | .277 |    |     |     | 1.3 | 1.8 | .740 |    |    |    | 2.8 |    |     |    | 2.5 | 6.2  |
| 8  | Chuck Gilmur  | 26   | 56 |    |    | 2.0 | 5.0  | .391 |    |     |     | 1.2 | 2.2 | .545 |    |    |    | 2.2 |    |     |    | 3.5 | 5.1  |
| 9  | Mike Bloom    | 34   | 21 |    |    | 1.0 | 4.2  | .247 |    |     |     | 1.3 | 1.6 | .794 |    |    |    | 0.8 |    |     |    | 1.5 | 3.4  |
| 10 | Joe Graboski  | 19   | 45 |    |    | 1.2 | 3.5  | .344 |    |     |     | 0.4 | 1.1 | .347 |    |    |    | 0.4 |    |     |    | 1.9 | 2.8  |
| 11 | Carl Meinhold | 22   | 15 |    |    | 1.1 | 2.4  | .444 |    |     |     | 0.6 | 0.9 | .692 |    |    |    | 0.6 |    |     |    | 0.8 | 2.7  |
| 12 | Whitey Kachan | 23   | 33 |    |    | 0.7 | 3.0  | .220 |    |     |     | 0.6 | 1.0 | .618 |    |    |    | 0.8 |    |     |    | 1.7 | 2.0  |
| 13 | Bill Miller   | 24   | 14 |    |    | 0.4 | 1.6  | .217 |    |     |     | 0.3 | 0.6 | .444 |    |    |    | 0.6 |    |     |    | 1.2 | 1.0  |
| 14 | Bill Roberts  | 23   | 2  |    |    | 0.5 | 1.5  | .333 |    |     |     | 0.0 | 0.0 |      |    |    |    | 0.0 |    |     |    | 1.0 | 1.0  |
| 15 | Jim Browne    | 19   | 4  |    |    | 0.3 | 0.5  | .500 |    |     |     | 0.3 | 0.5 | .500 |    |    |    | 0.0 |    |     |    | 1.0 | 0.8  |
| 16 | Jack Eskridge | 25   | 3  |    |    | 0.0 | 0.0  |      |    |     |     | 0.0 | 0.0 |      |    |    |    | 0.0 |    |     |    | 0.3 | 0.0  |

## Galardones y récords
| Jugador       | Galardón                 |
| Max Zaslofsky | Mejor quinteto de la BAA |